# ريستافيسي
ريستافيسي هي واحدة من البحيرات المتوسطة الحجم التي تقع في منطقة تجمع المياه الرئيسية فووكسي. وهي تقع في المنطقة الشمالية من سافونيا في دولة فنلندا، على مقربة من مدينة كوبيو.